# Ranunculus kazusensis
Ranunculus kazusensis är en ranunkelväxtart som beskrevs av Tomitaro Makino. Ranunculus kazusensis ingår i släktet ranunkler, och familjen ranunkelväxter. Inga underarter finns listade i Catalogue of Life.